# 鮫の夏

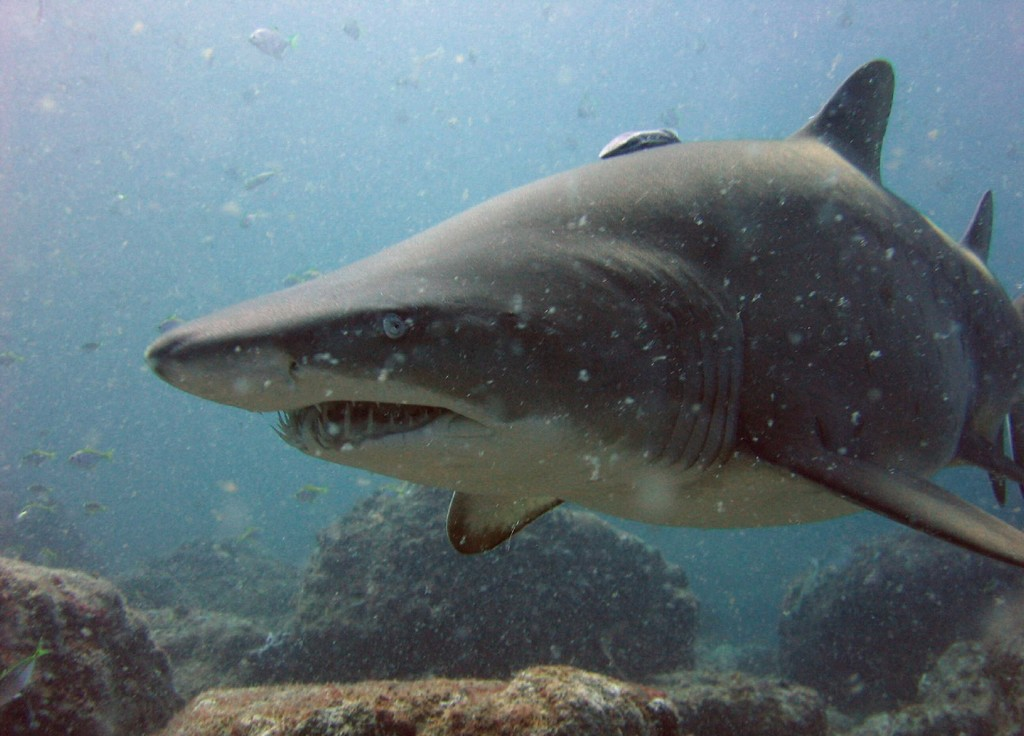
シロワニ、2005年撮影。

本項では、2001年夏に全米がサメの話題でもちきりであったこと、いわゆる、鮫の夏（さめのなつ、英: Summer of the Shark）について詳述する。

## 概要
2001年6月、オオメジロザメがジェシー・アーボガスト（Jessie Arbogast、当時8歳）を襲った。ジェシーは片腕を失ったものの外科手術で命をとりとめた。これがきっかけとなり、鮫の凶行がメディアを通じ、世界中に広められていった。
ジェシーの衝撃的救命活動は24時間のべつ幕なしに報道を賑わせ、人々に鮫の事件を伝え続けた。

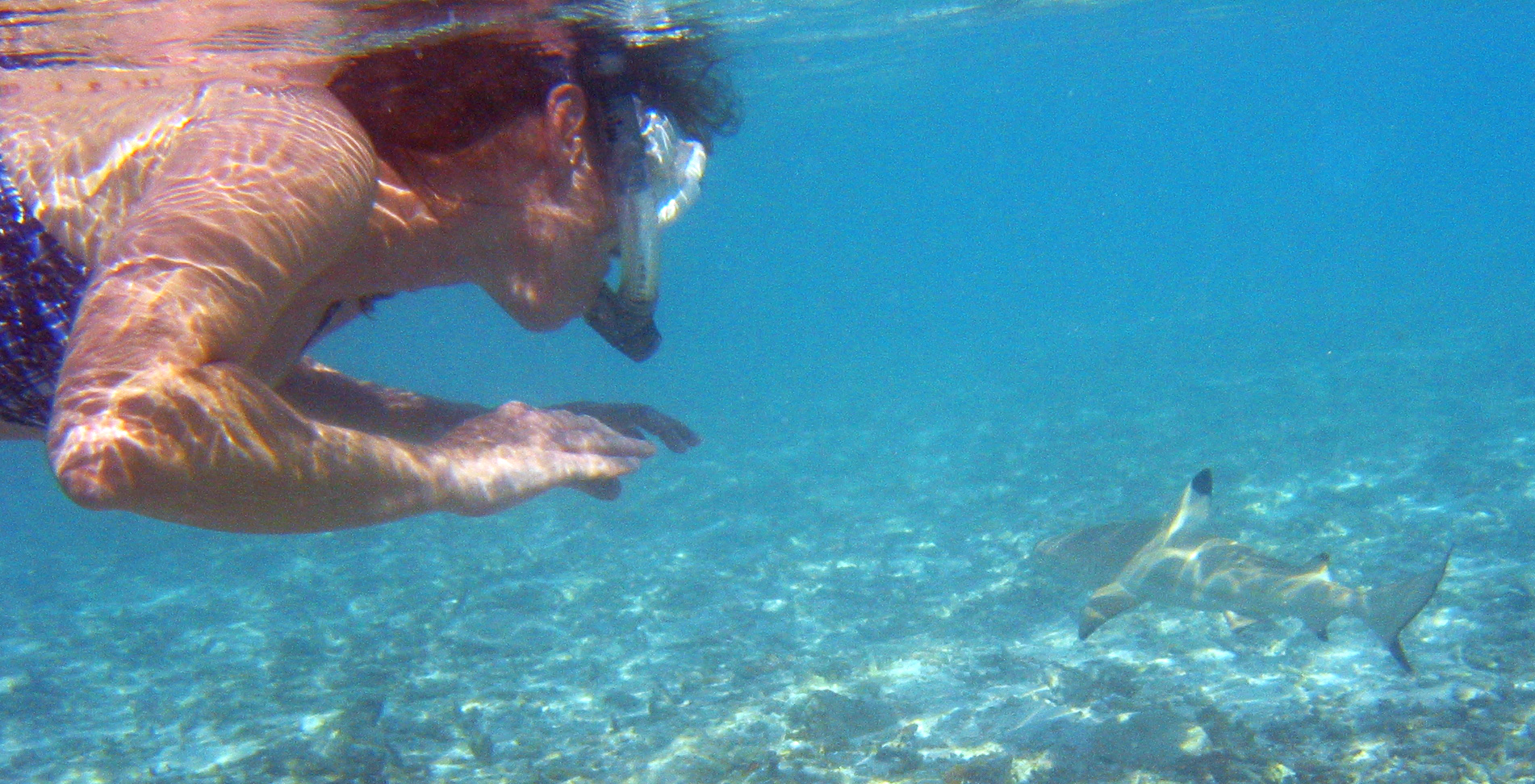
ダイビング中にツマグロザメ（ツマグロ）に遭遇した例。ツマグロザメは基本的にはおとなしいが、たまに人間を獲物と誤認して咬むことがある。

7月15日にはジェシーが鮫に襲撃された場所の近辺でサーファーが鮫らしきものに足を咬まれた。翌日の7月16日にはサンディエゴの沖合で別のサーファーが鮫に襲われた。さらに、ロングアイランドでライフセービングがオナガザメらしきものに咬まれた。ハワイでは猟師がイタチザメに追い回された。こういった鮫による攻撃をマスメディアは熱狂的に報じ続けた。
2001年7月30日発行のTime誌は『Summer of the Shark』なる特集を組み、全米で鮫による襲撃の報告が突然急増したことを報じ、鮫が大きな話題となっているものの、日常生活に潜む他に脅威と比べた場合には特段に大きな脅威とは看做せないと論評している。この論評によれば、全米での鮫の襲撃は1998年に54件、1999年に58件、2000年に79件が発生しており、2001年の鮫の襲撃は例年と比較して異常なものではないというものであった。しかし、こうした冷静な分析は、興奮した全米の人々の耳には入らなかった。
9月初めにはヴァージニア州で10歳の少年が鮫に襲われて死亡した。全米の3大ネットワークのニュースメディアは、全てトップニュースとして鮫による事件を取り上げた。

## 分析
しかしながら、インターナショナル・シャーク・アタック・ファイルによると、2001年における世界中での鮫襲撃発生件数は76件で、前年の85件よりも減少していた。死者数に関しても12人から5人に減少していた。米国近海での発生件数は、2001年は55件、2000年は54件で、ほぼ同じであった。
このようなことが起こったのは、マスメディアが鮫の脅威を過剰に煽ったことによる。この結果として、全米では年に250人程度が落雷により死亡するにもかかわらず、5分の1程度の件数でしかない54件の鮫の襲撃がより多く報道された。
鮫保護団体は、こうしたメディアの動きが、鮫への偏見を強め、鮫の保護に悪影響を与えたと非難している。鮫はフカヒレや蒲鉾といった水産加工品の原料として捕獲されるが、繁殖力が低く、個体数減少が問題となっているためである。
「鮫の夏」は、マスメディアが話題性のみでトピックを取り上げることで、人々に現実と乖離した現象が多発しているかのように誤認させることがあるということの教訓となった。そのため、メディア批判の好例となっている。
なお、2001年9月中旬には、アメリカ同時多発テロ事件が起こった。その結果、アメリカ軍のアフガニスタン侵攻やイラク戦争が始まり、その頃には誰も鮫の夏など話題にも取り上げなくなった。

## 引用文献
- リスクにあなたは騙される―「恐怖」を操る論理 ダン・ガードナー 著 田淵健太 訳 ISBN 4152090367